# Poematium Medicum
Poematium Medicum, auch bezeichnet als Commentarium medicinale, ist ein therapeutisches Kompendium in 241 Hexametern (mit einer in Prosa gehaltenen Vorrede), das Ende des 7. Jahrhunderts in lateinischer Sprache verfasst wurde.

## Autor, Quellen und Entstehungszeit
In dem Katalog von Urbino von 1482 wird er als Autor der Handschrift Crispus Mediolanensis genannt. Dieser wird von einigen Bearbeitern mit dem Erzbischof Benedikt von Mailand in Verbindung gebracht, u. a. von dem Philologen Angelo Mai. Gesichert ist diese Zuschreibung aber nicht. Die zeitliche Zuordnung auf das Ende des 7. Jahrhunderts hängt weitgehend von dieser angenommenen Autorenschaft ab.
Sicher ist hingegen die Quellenlage. Der Autor hat die Grundstruktur des Werkes, aber auch zahlreiche Textstellen von Quintus Serenus Liber medicinalis übernommen. Er nennt diesen Autor auch (Vers 208). Weitere Übereinstimmungen finden sich mit Pedanios Dioskurides und auch mit Volksmitteln.

## Aufbau und Inhalt
Crispus stellt an den Anfang seines Gedichts eine Widmung an seinen Schüler Maurus aus Mantua, über den nichts bekannt ist. Er empfiehlt ihm die praktische Kenntnis der Medizin, obwohl sie nicht zu den 7 freien Künsten (septiformis facundiae libertas) gehöre; anscheinend auch, weil sich bei dem Schüler Gesundheitsbeschwerden eingestellt haben.
Das Gedicht ist in 241 Hexametern gestaltet, in denen 26 körperliche Beschwerdenkomplexe behandelt werden, nach dem in vielen antiken medizinischen Abhandlungen üblichen Schema von Kopf bis Fuß, hier von caput aegrum bis Podagra. Wichtige Erkrankungen, die sonst meist enthalten sind, wie Epilepsie, Melancholie u. a. fehlen. Das Lehrgedicht hat nicht die Absicht, Wissen für die medizinische Praxis zu vermitteln. Vielmehr soll überkommenes Wissen der Antike effektvoll dargeboten werden.
Die einzelnen Abschnitte sind zweigeteilt. Auf eine Beschreibung der Krankheit folgen pharmazeutische Behandlungsvorschläge. Wenn die Erkrankung nicht direkt genannt wird, wie etwa surditas (Taubheit), wird sie wortreich umschrieben, z. B. Abschnitt XVIII:
si vero immenso turbatur pondere venter
wenn der Magen durch ein gewaltiges Gewicht aufgewühlt wird
Die Medikation ist ohne jede Mengenangabe, die Behandlung oft missverstanden. Dies zeigt sich bei einer der zahlreichen Übernahmen aus dem Liber medicinalis des Septimius Severus. Dieser empfiehlt gegen das Auftreten von Würmern in den Ohren das Einträufeln von in Essig gelöster Mäusegalle (Abschnitt XII). Crispus übernimmt das Mittel, schreibt aber vor, es zu trinken (Abschnitt 15), was weniger wirksam sein sollte.
Die etwa 70 Stoffe, die er nennt, von den Mitteln zur Galenik, wie Wein und Honig, über Heilkräuter bis zu tierischen Produkten wie Taubenmist oder Taubenkot, finden sich großenteils auch in der Physica Plinii, allerdings häufig in anderem Zusammenhang. Der Autor schmückt seinen Text aber auch mit seltenen, dort nicht gefundenen Heilmitteln, wie corallus und Hermodactylus.

## Überlieferung und Weiterleben
Die Verwendung des Textes durch spätere Autoren konnte nicht nachgewiesen werden. Es haben sich nur zwei Handschriften (Vatikanische Bibliothek) erhalten. Aus diesen hat Angelo Mai eine Edition erstellt. Eine weitere Edition erfolgte 1835 durch Johannes Val. Ullrich. Eine Übersetzung in die deutsche Sprache liegt nicht vor.

## Textausgaben
- Jaques Paul Migne: Patrologia Latina. Band 89. Paris 1850, S. 369 ff.
- Johannes Val. Ullrich: S. Benedicti Crispi Commentarium Medicinale. Kitzingen 1835.